# Doctor Doom (Comic)

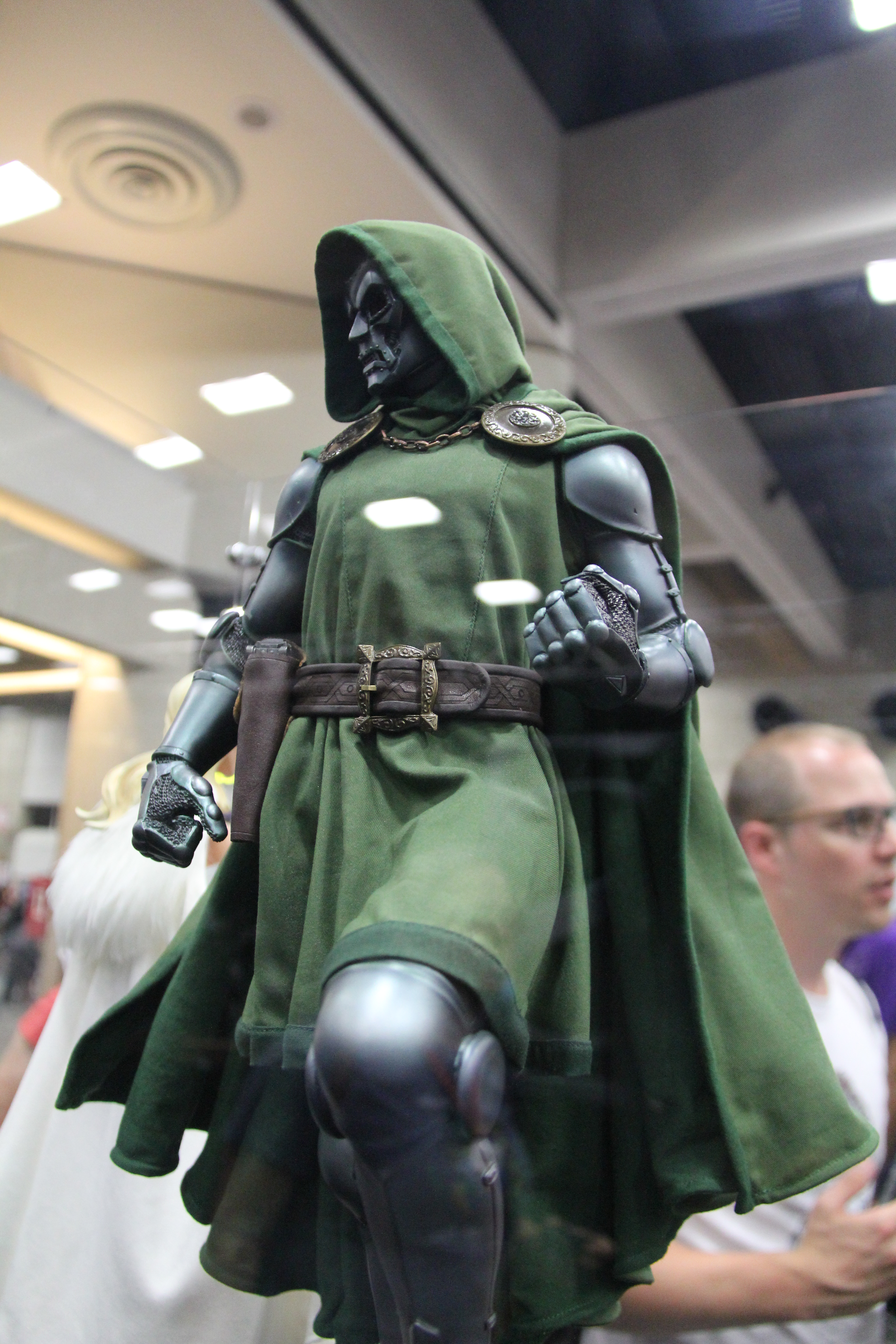
Doctor Doom

Doctor Doom (Victor von Doom, in Deutschland auch als Dr. Unheil bekannt; in Die-Rächer-Comic Nr. 7 (US-Nr. 8) des Williams-Verlags wurde er auch „Dr. Untergang“ genannt) ist eine Kunstfigur des US-amerikanischen Comicverlages Marvel Comics, die zuerst im Fantastic-Four-Comic #5 im Jahre 1962 in den USA erschienen ist.

## Allgemein

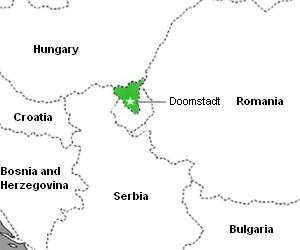
Der fiktive Staat Latveria auf dem Balkan. Im Süden liegt das ebenso fiktive Symkaria.

Fiktive Flagge Latverias.

Victor von Doom ist der Herrscher über den fiktiven Staat Latveria, der in etwa zwischen Ungarn, Serbien und Rumänien liegt. Als Sohn der „Zigeuner“ (englisch gypsies) Werner und Cynthia in einem Lager nahe der latverischen Hauptstadt Haasenstadt geboren, übernahm der Diktator das Land nach seinem Staatsstreich, bei dem er den ehemaligen König Vladimir Vassily Gonereo Tristian Mangegi Fortunov getötet hatte. In der Folge wurde Haasenstadt, das auf realen Karten etwa auf der Höhe von Timișoara liegt, in Doomstadt umbenannt. Der verrückte Wissenschaftler und im späteren Verlauf seiner Geschichte auch Magier ist als Erzfeind der Fantastischen Vier häufig in deren Comicserien anzutreffen, aber auch in anderen Marvel-Comics stellt er einen starken und intelligenten Gegner der jeweiligen Protagonisten dar.
Doom verbirgt sein durch einen Unfall entstelltes Gesicht und seinen Körper unter einer Stahlmaske und metallenen Rüstung, die mit allerlei High-Tech-Waffen und technischen „Spielereien“ ausgestattet ist und von einem langen, dunkelgrünen Umhang mit Kapuze umwallt wird. Das einzig Menschliche, was zu erkennen ist, sind seine Augen. Autor Stan Lee ließ sich bei der Figur von Bildern des Todes inspirieren. Dr. Doom umgibt sich gerne mit Doombots, Doppelgänger-Roboter, welche als repressive Staatspolizei seine Untertanen in Latveria unter Kontrolle halten.
Nach der Comic-Reihe Secret Wars aus dem Jahre 2015 wandelt sich Dr. Doom als neuer Iron Man vorerst zu einem Superhelden, nachdem dessen Alter Ego Tony Stark nach einer Verletzung im Zweiten Superhelden-Bürgerkrieg in Stasis versetzt wurde. Während eines Angriff eines Teams von Superschurken mit dem Namen The Hood wird von Dooms Gesicht erneut entstellt, wonach er seine alte Rolle als Bösewicht wieder einnimmt.

## In anderen Medien

### Realverfilmung
In dem 2005 erschienenen Kinofilm Fantastic Four wird Doctor Doom von Julian McMahon gespielt, wobei die Geschichte des Films nicht mit der der Comics übereinstimmt. Zum einen ist von Doom Finanzier und Teil der Raumfahrtmission und damit an Bord des Shuttles, in dem die Fantastischen Vier ihre Superkräfte erhalten, zum anderen verwandelt sich sein Körper nach und nach in Metall und er erhält die Fähigkeit, Stromstöße zu erzeugen. Zudem ist er nicht explizit als Herrscher von Latveria identifiziert. Seine aus den Comics bekannte Maske ist allerdings im Film eine als Trophäe gedachte Spende der Bürger Latverias, über die er in den Comics herrscht.
In der Fortsetzung zu dem Film namens Fantastic Four: Rise of the Silver Surfer aus dem Jahr 2007 trat Julian McMahon erneut in der Rolle des Dr. Doom auf.
Im Film Fantastic Four aus dem Jahr 2015 wird er von Toby Kebbell gespielt.
Auf der Comic-Con 2024 kündigte Marvel an, dass Robert Downey Jr. (der zuvor in den Filmen des Marvel Cinematic Universe die Rolle von Iron Man gespielt hatte) in den nächsten Filmen der Avengers-Reihe als Doctor Doom auftreten wird.

### Zeichentrick
Dr. Doom kam auch in den folgenden Zeichentrickfilm-Serien vor, bei denen er den Bösewicht spielt: Die Fantastischen Vier (1967–1970), Die neuen Fantastischen Vier (1978–1979), Spider-Man (1981–1982), Spider-Man und seine außergewöhnlichen Freunde (1981–1983), Die Fantastischen Vier (1994–1996), New Spider-Man (1994–1998) und Der Unglaubliche Hulk (1996–1997). Auch in Fantastic Four (2007) und Ultimate Spider-Man (2012) tritt er immer wieder als geschickter Manipulator und Gegner der Superhelden auf. Ebenfalls ist er in The Super Hero Squad Show der wichtigste Gegenspieler.

## Trivia
Der Schweizer Börsenexperte Marc Faber wird in den Medien oft als Dr. Doom bezeichnet, nachdem er mehrere Börsencrashs bzw. Wirtschaftskrisen der letzten Jahre richtig prognostizierte.
Der deutsche Politikwissenschaftler Frank Sauer trägt auf Grund seiner Forschungsthemen „Nuklearbomben“ und „Autonome Waffen“ sowie seiner düsteren Zukunftsprognosen ebenfalls den Spitznamen Dr. Doom.